# Maria d'Este
Maria d'Este, född 1644, död 1684, hertiginna av Parma; gift med hertig Ranuccio II av Parma. 
Hon var dotter till hertig Francesco I av Modena och Maria Caterina Farnese. 
Marias syster hade 1664 blivit bortgift med deras morbror Ranuccio II för att bevara den politiska alliansen mellan Parma och Modena. När Isabella två år senare avled i barnsäng, inleddes förhandlingar om att ersätta henne med Maria för att bevara alliansen. Förhandlingarna om bröllopet pågick från den 16 till den 23 oktober 1667. 
Bröllopsceremonin ägde rum den 16 januari 1668. Maria fick nio barn med sin morbror under äktenskapet. 